# Richard Donner
Richard Donner, rodným jménem Richard Donald Schwartzberg, (24. dubna 1930 Bronx, New York – 5. července 2021 Los Angeles) byl americký filmový a televizní režisér a producent, známý zejména jako režisér snímků ze 70. a 80. let 20. století Superman, Smrtonosná zbraň či Rošťáci.

## Život
Narodil se v Bronxu židovským rodičům, Hattie a Fredovi Schwartzbergovým. Jeho otec vlastnil malý podnik na výrobu nábytku. Měl sestru jménem Joan.
Studoval na Newyorské univerzitě.
Po úspěšné režii filmového hororu Přichází Satan! (1976) se proslavil režírováním prvního moderního filmu o superhrdinovi Superman (1978) s Christopherem Reevem v hlavní roli.
Režíroval populární film Jestřábí žena (1985), později režíroval filmy jako Rošťáci (1985) a Strašidelné Vánoce (1988) a přitom filmovou sérií Smrtonosná zbraň znovuoživil žánr tzv. buddy-movies, tedy filmů, jež stojí na ústřední dvojici postav.
Společně se svojí ženou, producentkou Lauren Shuler Donnerovou, vlastnil produkční společnost, která vešla do obecného povědomí zejména produkováním filmové série X-Men.
V roce 2000 obdržel cenu prezidenta Akademie science-fiction, fantasy a hororových filmů. Podle filmového historika Michaela Barsona byl Richard Donner jedním z nejspolehlivějších tvůrců akčních trháků v Hollywoodu.
Zemřel 5. července 2021 ve věku 91 let.